# Turf Moor
Turf Moor es un estadio de fútbol de Burnley, Lancashire, Inglaterra, Reino Unido. Es el campo del Burnley FC, que juega allí desde 1883.
Está situado en Harry Potts Way en Burnley, y tiene una capacidad de 22,000, todos sentados. Sus cuatro principales gradas son: Stand James Hargreaves, Stand Jimmy McIlroy, Bob Lord Stand y Cricket Field Stand.
El primer partido fue entre el Burnley y el  Rawtenstall en 1883 poco después de que el club se trasladara de su localización original de Calder Vale. Es uno de los campos de fútbol más antiguo aún en uso en el Reino Unido, solo superado por Deepdale y Bramall Lane.
El récord de asistencia en Turf Moor se estableció en 1924 cuando jugó el Burnley contra el Huddersfield Town de la FA Cup, con 54 755 asistentes.
El nuevo presidente del Burnley, Brendan Flood, ha declarado que el terreno se destinará a través de la reconversión, y los planes se publicaron en 24 de julio de 2007. Será un importante desarrollo, con un costo de £ 20m. Los planes - que incorporan la remodelación del Cricket Field Stand y traslado del túnel de entrada al césped desde los vestuarios, han quedado en suspenso hasta que el actual clima financiero mejore. Con una segunda ampliación de la grada Bob Lord al haber ascendido el club a la Premier League en 2009, por primera vez primera desde 1976, siendo el aforo de Turf Moor previsto de 28 000 en total.